# قره آغاج (جبراییل)
قره‌آغاج (به ترکی آذربایجانی: Qaraağac) یک منطقه مسکونی در جمهوری آرتساخ است که در استان هادروت واقع شده است.
قره‌آغاج از سال ۱۹۹۳ میلادی تحت کنترل نیروهای ارمنستانی است.